# Sibil·la de Castellvell
Sibil·la de Castellvell (Segarra, segle xiii - Alguaire, 21 de febrer de 1329) fou una priora del Monestir de Santa Maria d'Alguaire.
Filla d'un cavaller de la Segarra, va ser la sisena priora del monestir de monges santjoanistes d'Alguaire, entre els anys 1310 i 1329, com a successora en el priorat d'Agnès de Queralt (1297-1310). Sibíl·la va ser la priora més destacada en el desenvolupament del domini territorial del monestir d'Alguaire. Mitjançant una sèrie de compres i de permutes, va posar les bases que permetrien a les priores del monestir ser les senyores de la futura baronia Santjoanista d'Alguaire, la qual inclouria els termes d'Alguaire, Vilanova de Segrià, la Portella, Sant Miquel de Ratera, Gatmullat, el Pedrís, l'Olzinar i Tabac. A la mort de Sibíl·la (1329) fou reconeguda com a nova priora Marquesa de Ribelles (1330-1348), després de superar un conflicte plantejat entre les membres de la comunitat per resoldre la successió. El 1330, fra Helion de Vilanova, gran mestre de l'orde de l'Hospital, redactà els estatuts de la nova baronia d'Alguaire. L'establiment de la baronia es va veure facilitada per l'extinció de l'orde del Temple, produïda durant el priorat de Sibíl·la, ja que provocà la transmissió de béns i senyories dels Templers a l'orde de Hospital. Aquestes decisions van comportar que la baronia d'Alguaire passés de dependre de la castellania d'Amposta al Gran Priorat de Catalunya.